# Nuklearna nesreća
Nuklearnu i radijacijsku nesreću je definirala Međunarodna agencija za atomsku energiju kao događaj koji je doveo do značajnih posljedica za ljude, okoliš ili postrojenja. Primjeri uključuju smrtne posljedice za ljude, visoko otpuštanje radioaktivnosti u okoliš ili topljenje jezgre reaktora. Najvažniji primjer velike nuklearne nesreće je ona koja se dogodila u Černobilu 1986. godine kada je došlo do otpuštanja velike količine radijacije.
Djelovanje nuklearnih nesreća bila je glavna tema rasprava praktički od dana kada je konstruiran prvi nuklearni reaktor. Ono je i ključan faktor zabrinutosti javnosti oko nuklearnih postrojenja. Usvojene su neke tehničke mjere za smanjenje rizika od nesreća i minimiziranje količine radioaktivnog otpuštanja u okoliš. Usprkos korištenju tih mjera bilo je mnogo nesreća s različitim posljedicama kao i za malo izbjegnutih nesreća i incidenata.
Benjamin K. Sovacool je izvjestio da je bilo 99 nesreća u nuklearnim centralama. 57 nesreća dogodilo se nakon tragedije u Černobilu, a 57% svih dogodilo se u SAD-u. Ozbiljne nuklearne nesreće uključuju nuklearnu katastrofu u nuklearnoj elektrani Fukushima Daiichi (2011.g.), černobilsku katastrofu (1986.g.) nesreću na Three Mile Island (1979.g.) i SL-1 nesreću (1961.g.). Stuart Arm je izjavio da osim u Černobilu nigdje od posljedica izloženosti radijaciji kod nesreća nuklearnih centrala nisu umrli zaposleni ili civili.
Nesreće nuklearnih podmornica uključuju nesreću nuklerne jezgre na podmornicama K-19 (1961.g.), K-27( 1968.g.) i K-431 (1985.g.) Ozbiljne radijacijske nesreće uključuju Kyshtym katastrofu, požar u elektrani Windscale, radioterapijsku nesreću u Kostarici, radioterapijsku nesreću u Zaragozi, radijacijsku nesreću u Maroku, nesreću u Goianiji, radijacijsku nesreću u Mexico City, nesreću radio terapijske jedinice u Tajlandu i radiologijsku nesreću u Mayapuri, Indija.
Međunarodna agencija za atomsku energiju održava web stranicu koja izvještava o nedavnim nesrećama.

## Nesreće nuklearnih elektrana
Jedna od najgorih nuklearnih nesreća do danas je katastrofa u Černobilu koja se dogodila 1986.g. u Ukrajini. Nesreća je ubila 30 osobu odmah i uzrokovala oko 7 milijardi dolara štete na imovini. Studija objavljena 2005.g. tvrdi da će biti do 4.000 dodatnih smrti od raka i to među onima koji su bili izloženi značajnoj razini radijacije. Radioaktivne padaline iz nesreće su bile koncentrirane na području Bjelorusije, Ukrajine i Rusije. Oko 350.000 ljudi bilo je prisiljno evakuirano brzo nakon nesreće.
Banjamin K. Sovacool je izvjestio da je širom svijeta bilo 99 nesreća na nuklearnim elektranama od 1952.g. do 2009.g. (definiranih kao incidenti čija je posljedica ili izgubljeni ljudski životi ili više od 50.000 dolara imovinske štete, iznos koji vlada SAD-a koristi da definira velike energetske nesreće koje se moraju prijaviti) s 20,5 milijardi dolara materijalne štete. 57 nesreća se dogodilo nakon katastrofe u Černobilu, a gotovo dvije trećine (56 od 99) svih nuklearnih nesreća dogodile su se u SAD-u. 
| Datum               | Lokacija                                   | Opis | Smrtni slučajevi                 | Trošak (u milijunima 2006 $US) | INES level |
| ------------------- | ------------------------------------------ | --- | -------------------------------- | ------------------------------ | ---------- |
| 10. listopada 1957. | Sellafield, Cumberland,Velika Britanija    | Požar kod projekta britanske atomske bombe uništio je jezgru i otpustio je otprilike 750 terabekarela (20.000 kiria) radioaktivnog materijala u okoliš.                                                                      | 0                                |                                | 5          |
| 3. siječnja 1961.   | Idaho Falls,Idaho,SAD                      | Eksplozija na prototipu SL-1 u National Reactor Testing Station. Sva tri operatora su poginula kada je kontrolna šipka pomaknuta predaleko                                                                                   | 3                                | 22                             | 4          |
| 5. studenoga 1966.  | Frenchtown Charter Township, Michigan, SAD | Djelomično topljenje jezgre Fermi 1 reaktora na Enrico Fermi nuklearnoj generatorskoj stanici. Nije bilo curenja radijacije u okoliš.                                                                                        | 0                                |                                |            |
| 21. siječnja 1969.  | Lucens reaktor, Vaud, Švicarska            | Nesreća gubljenja hlađenja koja je dovela do djelomičnogm topljenja jezgre i masivne radioaktivne kontaminacije kaverne koja je nakon toga zapečaćena.                                                                       | 0                                |                                | 4          |
| 1975.g.             | Sosnovyi Bor, Lenjingrad Oblast, Rusija    | Prema izvještajima došlo je do djelomičnog topljenja na reaktoru 1 |                                  |                                |            |
| 7. prosinca 1975.   | Greifswald, Istočna Njemačka               | Električna greška uzrokovala je požar u glavnom koritu koji je uništio kontrolne linije i pet glavnih pumpi za hlađenje | 0                                | 443                            | 3          |
| 5. siječnja 1976.   | Jaslovske, Bohunice, Čehoslovačka          | Kvar tokom zamjene goriva. | 2                                |                                | 4          |
| 22. veljače 1977.   | Jaslovske, Bohunice, Čehoslovačka          | Teška korozija na reaktoru i otpuštanje radioaktivnostiu područje elektrane koja je zahtijevala potpunu dekomisiju | 0                                | 1,700                          | 4          |
| 28. ožujka 1979.    | Three Mile Island, Pennsylvania, SAD       | Gubitak rashladne tekućine i djelomično topljenje jezgre radi pogreške operatora. Bilo je malog otpuštanja radioaktivnih plinova.                                                                                            | 0                                | 2,400                          | 5          |
| 15. rujna 1984.     | Athens Athens, Alabama, SAD                | Kršenja pravila sigurnosti,greška operatera i konstrukcijski problemi stvorili su šestogodišnji prekid rada na Browns Ferry jedinici 2                                                                                       | 0                                | 110                            |            |
| 9. ožujka 1985.     | Athens, Alabama, SAD                       | Kvar sistema instrumenata tijekom pokretanja, koja je dovela do prestanka rada . | 0                                | 1,830                          |            |
| 11. travnja 1986.   | Plymouth, Massachusetts, SAD               | Problemi s opremom koji su se ponavljali doveli su do hitnog zatvaranja bostonske Edisonove Pilgrim Nuclearne elektrane | 0                                | 1,001                          |            |
| 26. travnja 1986.   | Černobil, Ukrajina, SSSR                   | Pregrijavanje, eksplozija pare, požar i topljenje doveli su do nužne evakuacije 300.000 ljudi iz Černobila i disperziju radioaktivnog materijala diljem Europe                                                               | 56 odmah, 4.000 rak              | 6,700                          | 7          |
| 4. svibnja 1986.    | Hamm-Uentrop, Njemačka                     | Eksperimentalni THTR-300 reaktor otpistio je malu količinu fizijakih produkata (0,1 GBq Co-60, Cs-137, Pa-233) u okolno područje                                                                                             | 0                                | 267                            |            |
| 31. ožujka 1987.    | Delta, Pennsylvania ,SAD                   | Isključivanje Peach Bottom jedinice 2 i 3 radi kvara hlađenja i neobjašnjenih problema s opremom | 0                                | 400                            |            |
| 19. prosinca 1987.  | Lycoming, New York, SAD                    | Kvar je prisilio korporaciju Niagara Mohawk Power da zatvori Nine Mile jedinicu 1 | 0                                | 150                            |            |
| 17. ožujka 1989.    | Lusby, Maryland, SAD                       | Inspekcija na Calvert Cliff jedinicama 1 i 2 otkrila je pukotine na kanalima grijanja pod pritiskom uzrokujući daljnja zatvaranja rada                                                                                       | 0                                | 120                            |            |
| Ožujak 1992.        | Sosnovyi Bor, Lenjingrad Oblast, Rusija    | Nesreća na nuklearnoj elektrani Sosnovy Bor otpustila je radioaktivne plinove i jod u zrak kroz probijen kanal od goriva |                                  |                                |            |
| 20. veljače 1996.   | Waterford,Connecticut, SAD                 | Ventil koji je curio uzrokovao je zatvaranje jedinica 1 i 2 nuklearne elektrane Milstone, nađeno je više kvarova na opremi                                                                                                   | 0                                | 254                            |            |
| 2. rujna 1996.      | Crystal River, FloridaSAD                  | Kvar na ravnoteži opreme elektrane uzrokovalo je zatvaranje i produžene popravke na jedinice 3 | 0                                | 384                            |            |
| 30. rujna 1999.     | Ibaraki, Japan Tokaimura                   | nuklearna nesreća ubila je dva radnika, i izložila još jednoga razini radijacije iznad dozvoljenih ograničenja | 2                                | 54                             | 4          |
| 16. veljače 2002.   | Oak Harbor, Ohio, SAD                      | Teška korozija na kontrolnom štapu uzrokovala je 24-mjesečnoi prekid rada reaktora Davis-Besse | 0                                | 143                            | 3          |
| 9. kolovoza 2004.   | Fukui, Japan                               | Eksplozija pare na nuklearnoj elektrani Mihama ubila je 5 radnika i ozlijedila 6 | 5                                | 9                              | 1          |
| 25. srpnja 2006.    | Forsmark, Švedska                          | Električna pogreška na nuklearnoj elektrani Forsmark prouzročila je zatvaranje jednog reaktora | 0                                | 100                            | 2          |
| 11. ožujka 2011.    | Fukushima, Japan                           | Tsunami je poplavio i oštetio 5 aktivnih reaktora elektrane. Dva radnika su se utopila. Gubitak električne energije doveo je do pregrijavanja, topljenja i evakuacije. Jedan je čovjek iznenada umro dok je prenosio opremu. | 1 uzrokovan nenuklearnom nesrćom |                                | 7          |

## Napadi na nuklearne reaktore
Nuklearni reaktori postali su omiljena meta tokom vojnih sukoba i, u posljednja tri deseteljeća, su bili uzastopno napadani tokom vojnih zračnih napada, okupacija, invazija i pothvata:
- Između 18. prosinca 1977. i 13. lipnja 1979. ETA je izvela nekoliko napadana nuklearnu elektranu Lemoniz u Španjolskoj dok je ona još bila u gradnji.
- U rujnu 1980., Iran je bombardirao nuklearni kompleks Al Tuwaitha u Iraku, u operaciji Plamteći mač.
- U lipnju 1981. g. izraelski zračni napad uništio je u potpunosti iračke nuklearne istraživačke objekte u Osiraku.
- 08.siječnja 1982. g. Umkhonto we Sizwe napao je nuklearnu elektranu Koeberg u gradnji u Južnoj Africi.
- Između 1984. g. i 1987.g. Irak je šest puta bombardirao iransku nuklearnu elektranu Bushehr.
- U Iraku 1991. g. SAD je bombardirao tri nuklearna reaktora i jedno obogaćeno pilot postrojenje.
- U 1991. g. Irak je lansirao Scud projektile na Izraelsku nuklearnu elektranu Dimona.
- U rujnu 2003. g. Izrael je bombardirao sirijski reaktor u izgradnji.

## Radijacijske i ostale nesreće
Ozbiljne radijacijske i ostale nesreće uključuju:
1950-te
- 13. veljače1950.g. Convair B-36B srušio se u sjevernoj Britanskoj Kolumbiji nakon ispuštanja atomske bombe Mark IV. Ovo je bilo prvo takvo gubljenje nuklearnog oružja u povijesti.
- 12. prosinca 1952. g. AECL Chalk River laoboratoriji, Chalk River, Ontario, Kanada. Djelomično taljenje jezgre, otpušteno je oko 10.000 kirija.
- Rujan 1957.g.: dogodila se plutonijska vatra na nuklearki Rocky Flats koja je rezultirala kontaminacijom Zgrade 71 i otpuštanjem plutonija u atmosferu uzrokujući 818.600 $ štete.
- Rujan 1957.g.: eksplozija spremnika nuklearnog otpada Mayak u Čeljabinsku. Brojka od više od 200 smrti smatra se konzervativnom procjenom. 270 000 ljudi je bilo izloženo opasnoj razini radijacije. Preko trideset malih zajednica bile su izbrisane sa sovjetskih mapa između 1958. i 1991. g. (INES razina 6)
- Listopad 1957.g. : Požar u nuklearnoj elektrani Windscale, Veluka Britanija. Vatra je zapalila gomile plutonija i kontaminirala okolne mljekarske farme. Procjenjeno je 33 smrtnih slučajeva od raka.
- Ožujak 1959.g. Santa Susana Field laobratorij, Los Angeles, Kalifornija. Vatra u postrojenju prerade goriva.
- Srpanj 1959.g. Santa Susana Field laobratorij, Los Angeles, Kalifornija. Djelomično taljenje jezgre.

1960-te
- 24. siječnja 1961.g. Goldsboro B-52 nesreća dogodila se blizu Goldsboroa, Sjeverna Karolina. B-52 Stratotvrđava je pukla u zraku noseći dvije nuklearne bombe Mark 39 istovremeno ispuštajući svoj nuklarni teret.
- Srpanj 1961.: nesreća sovjetske podmornice K-19. Osam smrtnih slučajeva i prekomjerna izloženost radijaciji više od 30 ljudi.
- Ožujak, 21.kolovoz 1962.g.: radijacijska nesreća u Mexico City., četiri smrtna slučaja
- 1964.g., 1969. g. Santa Susana Field laobratorij, Los Angeles, Kalifornija. Djelomično taljenje jezgre.
- 1965.g. Filipinsko more A-4 nesreća, Skyhawk je napao avion s nuklearnim oružje i ovaj je pao u more. Pilot, avion i nuklearne bombe B-43 nisu nikad pronađene. Pentagon je tek 1980-tih otkrio da je izgubio jednomegatonsku bombu.
- 17. siječnja 1966.: Palomares B-52 nesreća dogodila se kada se B-52G bombarder američkih zračnih snaga sudario s KC-135 tankerom tokom zračnog punjenja goriva kod španjolske obale. KC-135 je bio potpuno uništen kada mu se zapalio gorivo, ubijeno je svih četvero članova posade. B-52G se raspao ubijajući tri od sedam članova posade. Od četiri hidrogenskih bomba tipa Mk28 koje je B-52G bombarder nosio tri je nađeno na zemlji blizu Almerije u Španjolskoj. Nenuklerni eksploziv u dva oružja detoniran je dodirom s tlom uzrokujući kontaminaciju radioaktivnim plutonijem područja od 2 četvorna kilometra (490 jutara) (0,78 četvornih milja). Četvrta bomba, koja je pala u Sredozemno more, pronađena je neoštećena nakon potrage od dva i pol mjeseca.
- 21. siječnja 1968.g.: U 1968 Thule zračna baza B-52 nesreću bio je uključen bombarder američkih zračnih snaga B-52. Avion je nosio četiri hidrogenske bombe. Zbog vatre u pilotskoj kabini posada je morala napustiti zrakoplov. Šest članova posade izbačeni su sigurno, ali jedan koji nije imao sjedalo za izbacivanje je poginuo dok se pokušavao izbaviti. Bombarder je pao na zaleđeno more u Grenlandu, a nuklearni teret je puknuo i rasprsnuo se što je uzrokovalo rasprostranjenu radioaktivnu kontaminaciju.
- Svibanj 1968.g. Reaktor sovjetske podmornice k¬27 bio je blizu taljenja jezgre. Devet ljudi je umrlo, a 83 ranjeno.
- Siječanj 1969.g. U reaktoru u Lucensu u Švicarskoj je došlo do djelomičnog taljenja jezgre koje je dovelo do velike radioaktivne kontaminacije kaverne.

1970-te
- Srpanj 1978.g. Anatolij Bugorski radio je na U-70, najvećem sovjetskom djelomičnom akceleratoru. Slučajno je izložio glavu direktno protonskom snopu. Preživio je, iako je pretrpio neka dugotrajna oštećenja.
- Srpanj 1979.g. Church Rock Uranium Mill Spill u Novom Meksiku, SAD. United Nuclear Korporacijski otpadni ribnjak uranijskih samljevenih ostataka probio je branu. Preko 1000 tona radioaktivnog mljevenog otpada i milijuni galona rudarske otpadne vode ušli su u rijeku Puerco i kontaminirali donji tok.

1980-te
- Ožujak 1984.g. Radijacijska nesreća u Maroku. Osam smrtnih slučajeva zbog prekomjerne izloženosti radijaciji iz izgubljenog izotopa iridija-192.
- Kolovoz 1985.g. nesreća sovjetske podmornice K-431. Deset smrtnih slučajeva i 49 ljudi je pretrpjelo radijacijske ozljede.
- Listopad 1986.g. reaktor sovjetske podmornice K-219 gotovo je doživio taljenje jezgre. Sergei Preminin je umro nakon što je ručno smanjio kontrolni štap i zaustavio eksploziju. Podmornica je potonula tri dana kasnije.
- Rujan 1987.g.: Goiana nesreća. Četiri smrtna slučaja i pregled na radijaciju više od 100.000 ljudi, utvrđeno je da je 249 ljudi primilo ozbiljnu količinu radijacijske kontaminacije od izloženosti Cesium-137. U operaciji čišćenja morao se ukloniti gornji sloj tla s nekoliko strana i nekoliko kuća je demolirano. Svi predmeti unutar tih kuća bili su uklonjeni i ispitani. Časopis Time je definirao ovu nesreću kao jednu od najgorih svjetskih nuklearnih katastrofa, a Međunarodna agencija za atomsku energiju nazvala ju je „jedna od najgorih svjetskih radijacijskih nesreća“.
- 1989.g. San Salvador, El Salvador; jedan smrtni slučaj uzrokovan kršenjem sigurnosnih pravila na opremi zračenja Cobalt-60.

1990-te
- 1990. g. Soreq, Izrael, jedan smrtni slučaj uzrokovan kršenjem sigurnosnih pravila na opremi zračenja Cobalt-60.
- 16. prosinca 1990.g. raditerapijska nesreća u Zaragozi. Jedanaest smrtni slučajeva i 27 ozlijeđenih pacijenata.
- 1991. Neswizh, Bjelorusija; jedan smrtni slučaj uzrokovan kršenjem sigurnosnih pravila na opremi zračenja Cobalt-60.
- 1992. g. Jilij, Kina; tri smrtna slučaja kod zračenja opreme Cobalt-60.
- 1992. g. SAD; jedan smrtni sluča j.
- Travanj 1993.: nesreća na kompleksu za preradu Tomska-7 kada je spremnik eksplodirao prilikom čišćenja nitratnom kiselinom. Eksplozija je oslobodila oblak radioaktivnog plina. (INES razina 4).
- 1994. g. Tammiku, Estonija; jedan smrtrni slučaj radi odbačenog Cesium-137 izvora.
- Kolovoz-prosinac 1996.g.: radioterapijska nesreća u Kostariki. Trinaest smrtnih slučajeva i 114 drugih pacijenata je primilo preveliku razinu radijacije.
- Lipanj 1997. g.: Sarov, Rusija; jedan smrtni slučaj uzrokovan kršenjem sigurnosnih pravila.
- Rujan 1999. g.: dva smrtna slučaja kod kritične nesreće na Tokai nuklearnoj elektrani (Japan).

2000-te
- Siječanj-veljača 2000.g.: Samut Prakan radijacijska nesreća: tri smrti i deset ozljeđenih dogodili su se u Samut Prakanu kad je radioterapijska jedinica Cobalt-60 demontirana.
- Svibanj 2000.g. Meet Halfa, Egipat; dva smrtna slučaja uzrokovana radiografijskom nesrećom.
- Travanj 2010.g.: Mayapuri radiološka nesreća, Inidija: jedan smrtni slučaj nakon što je oprema za istraživanje zračenja Cobalt-60 bila prodana trgovcu otpadnim metalom i demontirana.

2010-te
- Ožujak 2011: nuklearna nesreća u Fukushimi, Japan. Radioaktivno pražnjenje u nuklearnoj elektrani Fukushima Daiichi.

## Tipovi nesreća

### Kritične nesreće
Kritična nesreća (također ponekad nazivana „izlet“ ili izlet snage“) događa se kada se lančana nuklearna reakcija slučajno pojavi u fisilnim materijalama kao što su obogaćeni uranij ili plutonij. Černobilska nesreća je jedan primjer kritične neseće. Ova nesreća je uništila reaktor elektrane i učinila veliko geografsko područje nenastanjivim. Na manjoj ljestvici nesreće u Sarovu je tehničar radeći s visoko obogaćenim uranijem bio ozračen dok je pripremao eksperiment koji je uključivao sferu fisilnog materijala. Sarovska nesreća je zanimljiva jer je sistem bio kritičan mnogo dana prije nego što je mogao biti zaustavljen, iako je bio sigurno zaključan u zaštićenoj dvorani za eksperimente. Ovo je primjer nesreće ograničenog područja gdje može biti ozlijeđeno samo nekoliko ljudi, i gdje nije bilo otpuštanja radioaktivnosti u okoliš. Kritična nesreća s ograničenim vanjskim otpuštanjem obje radijacije (gama i neutron) i s malim otpuštanjem radioaktivnosti dogodila se u Tokaimuri u 1999.g. tokom proizvodnje obogačenog uranijskog goriva. Dva radnika su umrla, a treći je trajno ozlijeđen, i 350 stanovnika je bilo izloženo radijaciji.

### Toplina raspadanja
Nesreće topline raspadanja su nesreće gdje toplina generirana radioaktivnim raspadanjem uzrokuje štetu. U velikom nuklearnom reaktoru neseća gubitka rashladne tekućine može oštetitit jezgru: na primjer U Three Mile Islandu nedavno isključen (SCRAMed) PWR reaktor je bio ostavljen dugo vremena bez rashladne tekućine. Rezultat je bio oštećenja nuklearnog goriva i jezgra se djelomično istalila. Otklanjanje topline raspadanja je važna sigurnosna briga kod reaktora, naročito kratko nakon isključivanja. Otklanjanje topline se obično postiže kroz nekoliko prekomjernih i različitih sistema, a toplina je rasuta u „konačan toplinski sudoper“ kojiima velik kapacitet i ne zahtjeva aktivnu energiju. Međutim, ova metoda se obično koristi nakon što se toplina raspadanja smanji na jako male vrijednosti. Ipak, glavni razlogotpuštanja radioaktivnosti u Three Mile Islandu bio je pilot-operirajući ventil za otpuštanje na glavnoj petlji koji je zapeo u poziciji otvoreno. Ovo je uzrokovalo prelijevanje spremnika u kojem se potopio uzrokujući puknuće i otpuštanje velikih količina radioaktivne rashladne tekućine u dio koji zatvara reaktor.
U 2011.g. potres i tsunami uzrokovali su gubitak energije u dvije elektrane u Fukushimi, Japanu, oštećujući reaktor tako što je toplina raspadanja ostavila nepokriveno 90% štapa za gorivo u jezgri reaktora Daiichi jedinice 3. Sve od 30. svibnja 2011 uklanjanje topline raspadanja još uvijek uzrokuje zabrinutost.

### Transport
Nesreće transporta mogu uzrokovati otpuštanje radiaktivnosti rezultirajući kontaminacijom ili oštećenje zaštite rezultirajući direktnim zaračenjem. U Cochabambi pokvarena oprema gamma radiografije prevozila se u putničkom autobusu kao prtljaga. Gamma izvor je bio izvan štita i ozračio je neke putnike u autobusu.
U Ujedinjenim Kraljevstvu otkriveno je u sudskom procesu da je u ožujku 2002.g. radioterapijski izvor transportiran od Leedsa do Sellafielda s oštećenom zaštitom. Zaštita je imala pukotinu na donjoj strani. Misli se da nijedan čovjek nije bio ozbiljno ozlijeđen od pobjegle radijacije.

### Kvar opreme
Kvar opreme je jedna od mogućih tipova nesreća. Nedavno u Bialystoku u Poljskoj pokavarila se elektronika povezana s dijelom akceleratora koji se koristio za tretman oboljelih od raka. Ovo je dovelo do prevelike izloženosti najmanje jednog pacijenta. Dok je početni kvar bio jednostavan kvar semiconduktorne diode, on je pokrenuo seriju događaja koja je dovela do radijacijske ozljede.
Srodan uzrok nesreća je kvar software-a, kao u slučajevima koji su uključivali Therac-25 medicinske radioterapijske opreme: eliminacija hardware-skog sigurnosnog zaključavanja u novodizajniranom modelu otkrila je prethodno neopažen bug u kontrolnom software-u, koji je mogao dovesti do toga da u određenim okolnostima pacijenti prime velike prekomjerne doze.

### Ljudska pogreška
Mnoge od velikih nuklearnih nesreća bile su direktno pripisane pogrešci operatera ili ljudskoj pogrešci. Takav zaključak je bio i kod analize nesreće u Černobilu i TMI-2 nesreće. U Černobilu je prije nesreće provođena testna procedura. Voditelji testa su dozvolili operaterima da onemoguće i ignoriraju ključne sigurnosne krugove i upozorenja koji bi normalno isključili reaktor. U TMI-2 operateri su dozvolili tisućama galona vode da oteče iz reaktorskog postrojenja prije nego što su uočili da se rashladne pumpe ponašaju abnormalno. Rahladne pumpe su tako isključene da zaštite pumpe, što je dovelo do uništenja samog reaktora jer nije bilo hlađenja unutar jezgre.
Detaljnja istraga u SL-1 ustanovila je da je jedan operater (možda nehotice) ručno izvukao 38 kg težak centralni kontrolni štap oko 26 inča više nego što je procedurom održavanja namjeravano oko 4 inča.
Procjena koju je provela Commissariat a l`Energie Atomique (CEA) u Francuskoj zaključila je da nikakva količina tehničkih inovacija ne može eliminirati rizik pogrešaka izazvanih ljudskim faktorom kod upravljanja nuklearnim elektranama. Dvije vrste pograšaka se smatraju najozbiljnijim: pogreške napravljene tokom terenskog rada, kao što su održavanje i testiranje, koje mogu uzrokovati nesreću; i ljudske pogreške napravljenetokom malih nesreća koje su prerasle u kompletan kvar.
U 1946. fizičar kanadskog Manhattan projekta Louis Slotin izvodio je riskantan eksperiment poznat kao „golicanje zmajevog repa“ koje je uključivalo dvije hemisfere neutronski reflektirajućeg berilija koje su se okupile oko plutonijske jezgre da se dovedu do kritične točke. Suprotno procedurama upravljanja hemisfere su bile odvojene samo s odvijačem. Odvijač je skliznuo i pokrenuo lančanu reakciju kritične nesreće ispunjavajući sobu štetnom radijacijom i bljeskom plave svjetlosti (uzrokovane uznemirenim, ioniziranim zračnim dijelovima koji su se vraćali u stanje mirovanja). Slotin je refleksno odvojio hemisfere u reakciji s bljeskom i plavim svjetlom, sprječavajući daljnje zračenje nekoliko suradnika prisutnih u sobi. Međutim, Slotin je primio smrtonosnu dozu radijacije te je umro nakon devet dana. Ozloglašena plutonijska masa korištena u eksperimentu nazvana je demonska jezgra.

### Izgubljeni izvor
Nesreće izgubljenog izvora, također nazvane izvori siročad su nesreće gdje je radioaktivni izvor izgubljen, ukraden ili napušten. Izvor može tako prouzročiti štetu ljudima. Na primjer, 1996.g. izvori su bili ostavljeni od sovjetske vojske u Lilo-u, Gruziji. Još jedan slučaj se dogodio u Yanango-u gdje je radiografski izvor izgubljen, isto tako u Samut Prakarn-u fosforni teleterapisjki izvor je izgubljen i u Gilanu u Iranu radiografijski izvor naškodio je zavarivaču. Najbolji primjer događaja ovakvog tipa je Goiania nesreća koja se dogodila u Brazilu.
Međunarodna agencija za atomsku energiju obezbijedila je vodiče o tome kako izgleda zapečaćeni izvor za skupljače metalnog otpada. Djelatnost skupljanja metalnog otpadaje najvjerojatnije mjesto gdje će se izgubljeni izvor pronaći.

### Trgovanje radioaktivnim I nuklearnim materijalima
Informacije dane Međunarodnoj agenciji za atomsku energiju pokazuju „stalan problem sa zabranjenom trgovinom nuklearnim i ostalim radioaktivnim materijalima, krađama, gubljenjem i ostalim neovlaštenim aktivnostima“.
Od 1993.g. do 2006.g. Međunarodna agencija za atomsku energiju (MAAE) potvrdila je 1080 incidenata zabranjene trgovine, 275 incidenta koji su uključivali neovlašteno posjedovanje i slične kriminalne aktivnosti, 332 incidenta koji su uključivali krađu ili gubljenje nukleranog ili drugog radioaktivnog materijala, 398 indicenata koji su uključivali druge neovlaštene aktivnost, a u 75 incidenata dostavljene informacije nisu bile dovoljne da se odredi kategorija incidenta. Još nekoliko stoitina dodatnih incidenata je prijavljeno u raznim vanjskim izvorima, ali još uvijek nisu potvrđeni.

## Usporedbe
Uspoređujući povijesne podatke civilne nuklearne energije s ostalim oblicima proizvodnje električne energije, Ball, Roberts i Simpson, MAAE i Institut Paul Scherrer pronašli su u odvojenim studijama da je tokom perioda od 1970.g. do 1992.g. širom svijeta bilo samo 39 smrtnih slučajeva na poslu zaposlenih u nuklearnim elektranama, a istovremeno u tom periodu je bilo 6.400 smrtnih slučajeva na poslu zaposlenih u elektranam na ugljen, 1.200 smrtnih slučajeva na poslu zaposlenih u elektranama na plin i članova šire javnosti, i 4.000 smrti članova šire javnosti uzrokovanih hidroelektranama. Posebno, procjenjuje se da elektrane na ugljen ubijaju 24.000 Amerikanaca na godinu uzrokujući plućne bolesti kao i uzrokujući 40.000 srčanih udara na godinu u Sjedinjenim državama. Prema Scientific Americanu prosječna elektrana na ugljen emitira 100 puta više radijacije na godinu u vidu otrovnog otpada ugljena znanog kao leteći pepeo nego nuklearna elektrana jednake veličine
Novinarka Stephanie Cooke kaže da nije dobro uspoređivati nesreće samo prema broju neposrednih smrti, već je važno i kako su ljudski životi poremećeni kao u slučaju japanske nuklearne nesreće 2011.g. gdje je 80.000 stanovnika moralo biti evakuirano iz okoline oko elektrane Fukushima.

Danas u Japanu imate ljudi koji se suočavaju s izborom da li da se zauvijek ne vrate svojim kućama ili da se vrate i žive na kontaminiranom području elektrana koje.... I znajući da koju god hranu jedu da bi mogla biti kontaminirana i da će uvijek živjeti s a sjenom straha koja visi nad njima da će umrijeti rano od raka... Nisam veliki pobornik sagorijevanja ugljena. Ne mislim da je ijedna od tih velikih elektrana koje ispuštaju zagađenje u zrak dobra. Ali mislim da nije dobro raditi ovakve usporedbe samo na osnovu broja smrtnih slučajeva.

U okvirima energetskih nesreća hidroelektrane su odgovorne za najveći broj smrtnih slučajeva, ali nesreće nuklearnih elektrana rangirane su na prvom mjestu prema iznosu ekonomske štete iznoseći 41% od svih imovinskih šteta. Naftna i hidroenergija slijede s 25% svaka, iza toga slijedi prirodni plin i ugljen. Nakon Černobila i Shimantan Dama tri najskuplje nesreće su bile izljevanje nafte Exxon Valdez (Aljaska), izljevanje nafte Prestige (Španjolska) i Three Mile Island nuklearna nesreća (Pennsylvania).

## Nuklearna sigurnost
Nuklearna sigurnost obuhvaća akcije poduzete da spriječe nuklearne i radijacijske nesreće ili da ograniče njihove posljedice. Ovo pokriva kako nuklearne elektrane tako i sva ostala nuklearna sredstva, transport nuklearnih materijala, korištenje i skladištenje nuklearnih materijala za mesicinske, energetske, industrijske i vojne svrhe. 
Industrija nuklearne energije je povećala sigurnost i učinak reaktora, i ponudila novi sigurniji (ali općenito netestirani) dizajn reaktora, ali nema garancije da će reaktori biti dizajnirani, napravljeni ispravno i da će raditi na ispravan način. Pogreške se pojavljuju i dizajneri reaktora u Fukushimi u Japanu nisu predvidjeli da će tsunami pokrenut potresom onesposobiti pričuvne sisteme koji su trebali stabilizirati reaktor nakom potresa. Prema UBS AG, Fukushima I nuklearna nesreća bacila je sumnju na to da čak i napredna ekonomija kao što je Japan može svladati nuklearnu sigurnost. Uvjeljive su i mogućnosti katastrofičnih scenarija terorističkih napada. 
Interdisciplinarni tim s MIT-a je ustanovio da je s očekivanim rastom nuklearne energije od 2005.-2055.g. za očekivati da će se dogoditi najmanje četiri ozbiljne nuklearne nesreće u tom periodu. Do danas je bilo pet ozbiljnih nesreća (oštećenje jezgre) u svijetu od 1970.g. (jedna u Three Mile Island 1979.g., jedna u Černobilu 1986.g. i tri u Fukushima-Daiichi 2011.g.) povezanih s početkom rada generacije II raktora. To je prosječno jedna ozbiljna nesreća svakih osam godina.
Sigurnost nuklearnog naoružanja, kao i sigurnost vojnih istraživanja koja uključuju nuklearne materijale, je uglavnom posao agencija različitih od onih koje nadgledaju civilnu sigurnost, i to iz različitih razloga uključujući i tajnost. Prisutna je stalna zabrinutost oko toga da terorističke grupe stječu materijale za izradu nuklearne bombe.